# Зігангіров Фарід Нургалійович
Зігангіров Фарід Нургалійович (15 серпня 1954) — російський хокеїст на траві.
Бронзовий призер Олімпійських Ігор 1980 року.
Срібний призер Чемпіонату Європи 1983 року.